# John Baptist Thakur
John Baptist Thakur SJ (* 8. Februar 1937 in Bettiah) ist ein indischer Ordensgeistlicher und emeritierter Bischof von Muzaffarpur.

## Leben
John Baptist Thakur trat der Ordensgemeinschaft der Jesuiten bei und empfing am 19. März 1966 die Priesterweihe. 
Papst Johannes Paul II. ernannte ihn am 6. März 1980 zum Bischof von Muzaffarpur. Die Bischofsweihe spendete ihm der Erzbischof von Kalkutta, Lawrence Trevor Kardinal Picachy SJ, am 24. Juni desselben Jahres; Mitkonsekratoren waren Pius Kerketta SJ, Erzbischof von Ranchi, und Benedict John Osta SJ, Bischof von Patna.
Am 11. Juli 2014 nahm Papst Franziskus seinen altersbedingten Rücktritt an.